# Charles Pic
Charles Pic (* 15. února 1990 Montélimar, Francie) je francouzský automobilový závodník, bývalý pilot Formule 1, který závodil pro týmy Marussia a Caterham.
Charles Pic měl úspěšnou kariéru v motokárách. Vyhrál individuální závody, mistrovství a byl blízko k vítězství Mistrovství Evropy ICA Junior. Narodil se 15. února 1990, přesto není nejmladším jezdcem v poli. Tuto pozici si stále drží Jaime Alguersuari, který se narodil 23. března 1990. Má mladšího bratra Arthura Pica, který závodí ve WSR.

## Kariéra před formulí 1
Závodit začal v roce 2007 ve formuli Renault 2.0. V roce 2008 to byla formule Renault 3.5. Ve formuli Renault 3.5 závodil i v roce 2009 a přidal k tomu i asijskou GP. V roce 2010 v GP2 získal 28 bodů a umístil se na 10. místě. V GP2 pokračoval i v roce 2011, kde tentokrát získal bodů 52 a umístil se na 4. místě. V tomto roce jel opět i asijskou GP.

## Kariéra ve formuli 1
Ruská stáj Marussia podepsala s Picem smlouvu ještě předtím, než si ho vyzkoušela v testu mladých talentů na konci sezóny 2011. Ve své debutové sezóně v roce 2012 se stal týmovým kolegou Tima Glocka.

### 2012
Po 22. místě v kvalifikaci na Grand Prix Austrálie vypadl v 53. kole kvůli tlaku paliva. Po 22. místě v kvalifikaci obsadil v malajsijské velké ceně 20. příčku. Dvaadvacátý skončil i v kvalifikaci na Velkou cenu Číny a v závodě obsadil 22. místo. Jednadvacátý skončil v kvalifikaci na Velkou cenu Bahrajnu a závod po poruše motoru v 25. kole nedokončil. Z 20. místa v kvalifikaci Grand Prix Španělska závod nedokončil kvůli poruše na hřídeli v 35. kole. GP Monaka po startu z 22. příčky kvůli poruše elektroniky v 64. kole nedokončil.

## Kompletní výsledky
| Legenda k tabulce | Legenda k tabulce                                                                       |
| Barva             | Výsledek                                                                                |
| ----------------- | --------------------------------------------------------------------------------------- |
| Zlatá             | Vítěz                                                                                   |
| Stříbrná          | 2. místo                                                                                |
| Bronzová          | 3. místo                                                                                |
| Zelená            | Bodované umístění                                                                       |
| Modrá             | Nebodované umístění                                                                     |
| Modrá             | Dokončil neklasifikován (NC)                                                            |
| Fialová           | Odstoupil (Ret)                                                                         |
| Červená           | Nekvalifikoval se (DNQ)                                                                 |
| Červená           | Nepředkvalifikoval se (DNPQ)                                                            |
| Černá             | Diskvalifikován (DSQ)                                                                   |
| Bílá              | Nestartoval (DNS)                                                                       |
| Bílá              | Závod zrušen (C)                                                                        |
| Světle modrá      | Pouze trénoval (PO)                                                                     |
| Světle modrá      | Páteční testovací jezdec (TD)                                                           |
| Bez barvy         | Netrénoval (DNP)                                                                        |
| Bez barvy         | Vyřazen (EX)                                                                            |
| Bez barvy         | Nepřijel (DNA)                                                                          |
| Bez barvy         | Odvolal účast (WD)                                                                      |
| Bez barvy         | Nezúčastnil se (prázdné)                                                                |
| Označení          | Význam                                                                                  |
| Tučnost           | Pole position                                                                           |
| Kurzíva           | Nejrychlejší kolo                                                                       |
| †                 | Jezdec nedojel do cíle, ale byl klasifikován, protože odjel více než 90 % délky závodu. |
| ‡                 | Byl udělován poloviční počet bodů, protože bylo odjeto méně než 75 % délky závodu.      |
| Horní index       | Umístění bodujících jezdců ve sprintu                                                   |

### Formule 1
| Rok  | Tým              | Vůz           | Motor                  | 1       | 2      | 3      | 4       | 5       | 6       | 7      | 8      | 9      | 10     | 11      | 12     | 13     | 14     | 15      | 16      | 17     | 18      | 19      | 20     | Body | Umístění  |
| ---- | ---------------- | ------------- | ---------------------- | ------- | ------ | ------ | ------- | ------- | ------- | ------ | ------ | ------ | ------ | ------- | ------ | ------ | ------ | ------- | ------- | ------ | ------- | ------- | ------ | ---- | --------- |
| 2012 | Marussia F1      | Marussia MR01 | Cosworth CA2012 V8     | AUS 15† | MAL 20 | CHN 22 | BHR Ret | ESP Ret | MON Ret | CAN 20 | EUR 15 | GBR 19 | GER 20 | HUN 20  | BEL 16 | ITA 16 | SIN 16 | JPN Ret | KOR 19  | IND 19 | ABU Ret | USA 20  | BRA 12 | 0    | 21. místo |
| 2013 | Caterham F1 Team | Caterham CT03 | Renault RS27-2013 V8   | AUS 16  | MAL 14 | CHN 16 | BHR 17  | ESP 17  | MON Ret | CAN 18 | GBR 15 | GER 17 | HUN 15 | BEL Ret | ITA 17 | SIN 19 | KOR 14 | JPN 18  | IND Ret | ABU 19 | USA 20  | BRA Ret |        | 0    | 20. místo |
| 2014 | Lotus F1         | Lotus E22     | Renault F1-2014 1,6 V6 | AUS     | MAL    | BHR    | CHN     | ESP     | MON     | CAN    | AUT    | GBR    | GER    | HUN     | BEL    | ITA TD | SIN    | JPN     | RUS     | USA    | BRA     | ABU     |        | –    | –         |

### Formule E
| Rok     | Tým                | Auto                  | 1     | 2   | 3   | 4   | 5      | 6      | 7     | 8      | 9   | 10  | 11  | Body | Umístění  |
| ------- | ------------------ | --------------------- | ----- | --- | --- | --- | ------ | ------ | ----- | ------ | --- | --- | --- | ---- | --------- |
| 2014–15 | Andretti Autosport | Spark-Renault SRT 01E | BEI 4 | PUT | PDE | BNA |        |        |       |        |     |     |     | 16   | 18. místo |
| 2014–15 | China Racing       | Spark-Renault SRT 01E |       |     |     |     | MIA 17 | LBH 16 | MON 8 | BER 15 | MOS | LON | LON | 16   | 18. místo |